# Jean-Pascal Fontaine
Jean-Pascal Fontaine (* 11. září 1989, Saint-Louis, Réunion) je francouzský fotbalový záložník, který působí v klubu Le Havre AC.

## Klubová kariéra
V sezoně 2007/08 vyhrál s Le Havre AC francouzskou druhou ligu Ligue 2.